# Scaphoidula confusa
Scaphoidula confusa är en insektsart som beskrevs av De Menezes 1973. Scaphoidula confusa ingår i släktet Scaphoidula och familjen dvärgstritar. Inga underarter finns listade i Catalogue of Life.